# Los monederos falsos
Los monederos falsos (Les Faux-monnayeurs en francés) es una novela escrita por André Gide, publicada en 1925 en Nouvelle Revue Française. Creada minuciosamente, esta novela multiplica los personajes, los puntos de vista narrativos y las intrigas secundarias y diversas alrededor de una historia central, por lo que Gide se aleja de la tradición literaria de la novela lineal. A través del personaje de Édouard muestra su pretensión a la hora de reproducir el mundo real y abre el camino de la búsqueda de una escritura creativa más extensa.
Esta novela es considerada hoy en día como una de las más significativas de siglo XX, precursora de movimientos literarios como el Nouveau Roman. Cuenta con una adaptación televisiva de 2010.
Gide ilustra en esta obra sus ideas sobre la homosexualidad, que teoriza en diversos ensayos como Corydon.

## Resumen
Esta novela resulta difícil de resumir como consecuencia de la multiplicidad de intrigas y personajes que se mezclan entre sí. La historia central gira en torno a dos personajes: Bernard y Olivier, dos jóvenes estudiantes, y Édouard, un escritor. Bernard realiza el bachillerato y encuentra por azar unas cartas de amor dirigidas a su madre en las que descubre que él mismo es fruto de un amor prohibido entre ella y un antiguo amante. Siente de pronto un gran desprecio por el hombre que le ha criado como su propio padre y llega a la conclusión de que nunca ha sido amado por él. Sin embargo, su padre adoptivo (Albéric Profitendieu) le tiene un cariño especial que sobrepasa al de sus propios hijos biológicos. Tras haber escrito la carta de adiós más cruel e injusta que se pueda imaginar, Bernard huye de casa y se refugia con un compañero de clase y amigo, Olivier. Este último busca el cariño que le ha faltado en sus amigos más cercanos o en su tío Édouard, cuyo amor es recíproco pero ninguno de los dos se atreve a confesar. Bernard, tras ayudar a Édouard con el equipaje, descubre su diario, en el que descubre que Édouard se aloja en un hotel con su amiga Laura, embarazada de Vincent, hermano de Olivier, que a su vez la había abandonado a su suerte. Édouard, más tarde, invita a Bernard a que acuda a Suiza con él y Laura y a la vez le propone convertirse en su secretario.
Olivier, muy celoso de la situación de su amigo, se deja seducir por el conde de Passavant, un escritor muy de moda, rico, dandy y amante de los jovencitos a la vez que cínico y manipulador. La influencia del conde es tal que Olivier se vuelve detestable a ojos de sus amigos. Olivier acaba dándose cuenta de la situación y entra en depresión, por lo que en una reunión de su club literario se emborracha y es cuidado posteriormente por su tío Édouard, con quien pasa la noche. A la mañana siguiente se intenta suicidar, no por desesperación sino porque sabe que no podrá volver a experimentar la felicidad de la noche anterior. Finalmente conseguirá quedarse en casa de su tío gracias a su madre Pauline que respeta la relación entre ambos. Bernard comprende al final que poco importa la relación de parentesco y acepta Profitendieu como su verdadero padre puesto que fue él quien lo crio.

### Intrigas secundarias
Alrededor de esta historia se desarrollan intrigas secundarias: 
- Una del hermano mayor de Olivier, Vincent, que tiene una relación adúltera con una prima lejana, Laura, que queda embarazada. Huye y se refugia con Lady Griffith, una amiga del conde de Passavant a la que terminará asesinando durante un viaje en África.
- Una del hermano pequeño de Olivier, Georges, un joven delincuente manipulado por un subalterno del conde de Passavant.
- Una de un amigo de Olivier, Armand, depresivo y nihilista que termina por seguir los cínicos pasos del conde de Passavant.
- Las de los adultos: el padre de Bernard que investiga un caso de monedas falsas; el padre de Olivier dividido entre su familia y su amante, etc.

La novela está construida a partir de una mise en abyme ya que Édouard está escribiendo una novela llamada Los monederos falsos, el mismo título que la novela de Gide.

## Análisis de la novela
La construcción de la novela es muy compleja y lejos de la narración lineal clásica. Las diferentes historias se entrelazan, los puntos de vista son múltiples y variables, el propio narrador cambia regularmente. Los géneros narrativos son, de lejos, múltiples: diario íntimo, carta... El autor ni siquiera se dirige directamente al lector. La narración se funda en una ambigüedad constante.
A través de esta obra, el autor muestra los límites de la novela tradicional y su fracaso en su pretensión a la hora de describir la complejidad del mundo real. Desea liberar la literatura de su yugo narrativo para hacer de la novela una obra de arte creadora, más que un simple recipiente de la historia que se cuenta.

### Los personajes
- Bernard Profitendieu es uno de los tres principales personajes de la historia. Adolescente difícil e impulsivo, al principio de la novela dice no querer a su padre ni soportar la educación que le ha dado. Mientras descubre las cartas de su madre y se da cuenta de que su padre no lo es en realidad, utiliza este motivo para marcharse de casa. Rompe todo contacto con su familia y se fuga para vivir su vida. Es el mejor amigo de Olivier y se convierte en el secretario de Édouard durante un tiempo. Es un chico orgulloso y generoso, siempre intentando ayudar a aquellos que están en problemas aunque no siempre se le da bien.

- Olivier Molinier es el personaje central de la historia, aunque no es el principal. Casi toda la novela gira a su alrededor ya sea por personajes unidos a él mediante lazos de sangre o por historias que se mezclan con la suya. Es un chico tímido y sensible con una grave falta de amor que busca en sus amigos. Admira y está enamorado de su tío Édouard y está desesperado por confesarle lo que siente. Se desenvuelve de manera muy torpe en su presencia. Cuando ve a Bernard y a Édouard juntos sin él, se siente traicionado y celoso, por lo que se dejará seducir por el conde de Passavant.

- El tío Édouard es el tercer personaje de la historia. Escribe un diario íntimo en el que relata los diferentes hechos de su vida y en el que anota cómo va avanzando en su proyecto literario,Los monederos falsos. Este personaje permite a Gide mostrar la dificultad de la novela de escapar de la realidad. Édouard no conseguirá escribir su novela como quería. Además, es el personaje que llevará a Bernard a la aventura y llevará a Boris, nieto del Monsieur de la Pérouse, a su abuelo.

### Una construcción compleja

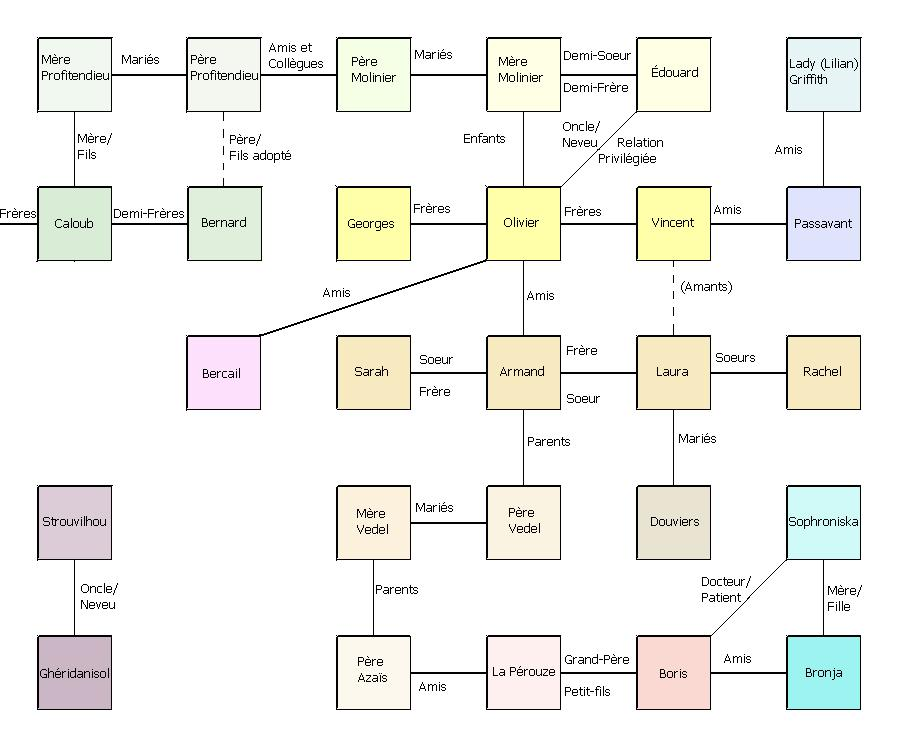
Relaciones entre los personajes al comienzo de la novela

Nota Bene : Strouvilhou et Léon Ghéridanisol son en realidad primos como afirma el narrador omnisciente (Parte III, capítulo IV, p. 248 de la edición Folio). Passavant imagina que son tío y sobrino (parte III, capítulo XI, p. 320 de la edición Folio)